# Crinopteryx familiella
Crinopteryx familiella die einzige Art der Gattung Crinopteryx, die wiederum die einzige der Schmetterlingsfamilie Crinopterygidae ist. Die Tiere sind nur aus dem Süden Frankreichs und Sizilien bekannt.

## Merkmale
Die kleinen Falter haben eine Vorderflügellänge von 3 bis 3,5 Millimeter. Ihr Kopf ist überall rau und trägt haarförmige (piliforme) Schuppen. Die Facettenaugen sind etwas zurückgebildet. Die Fühler haben etwa 60 % der Länge der Vorderflügel. Sie sind leicht beschuppt. Das Flagellum ist fadenförmig. Das Labrum und der Pilifer sind zurückgebildet. Die winzigen Mandibeln haben etwa ein Drittel der Länge des ersten Segments der Maxillarpalpen. Das kurze Haustellum ist unbeschuppt und etwa halb so breit wie der Kopf. Die Maxillarpalpen sind vier- bis fünfgliedrig. Sie sind stark gekrümmt und haben ein winziges Spitzenglied, das manchmal auch fehlt. Die Labialpalpen sind dreigliedrig und tragen aufrechte Borsten ab dem zweiten Segment. Die seitlichen Fortsätze der seitlichen cervicalen Sklerite sind breit dreieckig. Der Vorderrand des anteromedialen Fortsatz (APM) der Metafurca ist breit und aufgebördelt. Die dorsale Apophyse ist mäßig kurz und ohne abgeleitete Arme. Die Vorderflügel sind schmal. Die Radialader hat fünf, die Medianader hat drei separate Äste. Die Basis der Medianader ist an beiden Flügelpaaren einfach und liegt innerhalb der Zelle. Die Flügeladern 1A + 2A sind vollständig verwachsen und haben keine basale Gabelung. Bei den Männchen ist das Retinaculum verhältnismäßig lang, dreieckig und die Costalfalte reicht unter die Basis der Ader Sc. Die Hinterflügel sind nahezu gleich breit, wie die Vorderflügel. Auf ihnen hat die Medianader drei separate Äste. Das Frenulum der Männchen besteht aus einer einzelnen, großen Borste, die von mehreren kleinen, costalen Seten umgeben ist. Die Weibchen haben eine Reihe viel kleinerer, undifferenzierter costaler Seten. Die vorderen Schienen (Tibien) der Beine haben keine, die der mittleren zwei und die der hinteren vier Sporne. Eine Epiphyse ist ausgebildet. Der nach hinten gerichtete (caudale) Rand des Sternum 2a ist W-förmig. Der hintere Rand des siebten Sternums ist bei den Weibchen abgestutzt.
Bei den männlichen Genitalien ist der Uncus undeutlich und hat einen breiten, flachen, doppelt gelappten caudalen Rand. Das Vinculum ist breit V-förmig. Die Valven haben einen einzelnen, großen subapicale Sporn. Die Juxta ist breit gewinkelt. Der Aedeagus ist kurz, verhältnismäßig gedrungen und trägt zahlreiche kurze Cornuti. Bei den Weibchen hat der Ovipositor ähnlich wie bei den Miniersackmotten (Incurvariidae) eine abgeflachte, seitlich gelappte Spitze. Die Bursa copulatrix ist vollständig membranös und hat keine Signa.
Die Raupen sind in ihrer Morphologie nur wenig bekannt. Sie haben einen zylindrischen Körper der 3,4 bis 4,0 Millimeter lang wird. Die Mundwerkzeuge sind nach vorne gerichtet (prognath). Der Kopf trägt sechs Paar Stemmata. Die Thorakalbeine sind gut entwickelt, die Hüften sind separat. Die Bauchbeine sind zurückgebildet, Hakenkränze sind am dritten bis sechsten Hinterleibssegment ausgebildet. Sie sind in zwei einfachen reihen angeordnet. Der Nachschieber fehlt.

## Lebensweise
Über die Eier ist nur wenig bekannt. Die Weibchen legen sie einzeln in Pflanzengewebe ab. Die Raupen bauen langgestreckte, 3,5 bis 4,0 Millimeter lange und 1,5 bis 2,0 Millimeter breite, nahezu zylindrische Köcher aus Blattepidermis. Die Raupen fressen an Zistrosen (Cistus). Vor dem Fressen bringt die Raupe ihren Köcher an der Unterseite eines Blattes an und kriecht durch eine kleine Öffnung hinein, um am Blatt zu minieren, ähnlich wie es auch die Raupen der Miniersackträger (Coleophoridae) tun. Die Puppe erreicht eine maximale Länge von 3,5 Millimetern. An den Terga des zweiten bis achten Hinterleibssegments befindet sich ein großer Bereich winziger, verstreut angeordneter Stacheln.

## Taxonomie und Systematik
Wegen des abgeflachten Ovipositors ähnelt Crinopteryx familiella den Miniersackmotten. Die eindeutigen Autapomorphien, zu denen die Lebensweise ähnlich derjenigen der Miniersackträger, der langgestreckte, zylindrische Köcher der Raupen, die gewinkelte Juxta und der einzelne, große Sporn an den Valven der Männchen zählt, rechtfertigen die Einordnung in eine eigene Familie.

## Belege